# Орель, Кристоф
Кристоф Орель (фр. Christophe Ohrel; род. 7 апреля 1968, Сен-Дье-де-Вож, Франция) — швейцарский футболист. Играл на позициях правого полузащитника, а также на обоих флангах защиты. Выступал за сборную Швейцарии, участник чемпионата мира 1994 года.

## Биография
Кристоф Орель родился в небольшом французском городке Сен-Дье-де-Вож 7 апреля 1968 года. Через пять месяцев после его рождения семья переехала в коммуну Марин-Эпанье (современная коммуна Ла-Тен) в швейцарском кантоне Невшатель.

### Клубная карьера
Футбольную карьеру Орель начинал 1987 году в клубе «Лозанна», где собрался крепкий состав, в котором выделялись Орель, Шапюиза, Хоттигер, Брежи, Хубер, Херр, вскоре составившие и половину основного состава национальной сборной. Показав свой высокий уровень в начале 1990-х годов, Орель был приглашён в один из сильнейших клубов Швейцарии — «Серветт». Там он на протяжении двух лет был основным игроком, в 1994 году помог команде выиграть чемпионат Швейцарии.
Летом 1994 года, после чемпионата мира, Орель перешёл во французский клуб «Ренн» на правах аренды. Он сразу стал одним из ключевых фигур и после первого сезона надеялся остаться в клубе на постоянной основе, но «Ренн» и «Серветт» не смогли прийти к согласию в денежных условиях. Орель всё же остался во Франции, перейдя в «Сент-Этьен». Единственный сезон швейцарца в «Сент-Этьене» выдался неудачным — клуб испытывал серьёзные финансовые проблемы и вынужден был делать ставку на молодых игроков, при этом Орель оказался одним из самых опытных игроков в составе клуба. По итогам сезона «Сент-Этьен» занял лишь 19-е место в турнирной таблице и покинул высший дивизион Франции.
В 1996 году Орель вернулся в родную «Лозанну», где вновь стал одним из ключевых игроков, а вскоре был назначен капитаном команды. С Лозанной он провёл несколько удачных сезонов — в 1998 и 1999 годах становился обладателем Кубка Швейцарии, в 2000 году помог клубу стать серебряным призёром чемпионата страны, и в том же году был признан лучшим полузащитником чемпионата. В 2001 году Орель перешёл в «Люцерн», где провёл всего полсезона, с января 2002 года и до лета 2003 года играл за клуб «Ивердон» из второго дивизиона Швейцарии, после чего завершил профессиональную карьеру.

### Выступления за сборную
Орель с 1991 по 1997 год выступал за национальную сборную Швейцарии, всего сыграл 56 матчей и забил 6 голов. В период, когда сборной Швейцарии руководил англичанин Рой Ходжсон, Орель был одним из ключевых её игроков. Он принимал участие в обоих матчах отборочного турнира к чемпионату мира 1994 года против сборной Италии. В выездном матче с итальянцами Орель отметился забитым голом, позволившим Швейцарии сыграть вничью 2:2, и отыграл в основном составе весь домашний матч, в котором швейцарцы одержали историческую победу со счетом 1:0. Орель был основным игроком сборной и на чемпионате мира 1994, где его команда дошла до 1/8 финала. Сам Кристоф принял участие во всех четырёх матчах сборной на турнире.

### После завершения игровой карьеры
После завершения игровой карьеры Орель с 2004 по 2005 год работал в тренерском штабе «Ренна», затем вернулся в Швейцарию и работал в региональных клубах «Лозанна-Уши» (2004—2005, 2008—2010), «Майе» (2006—2007), «Эшишен» (2007—2008), «Форвард Морж» (2010—2011). В 2011 году Орель стал спортивным директором клуба «Форвард Морж», однако 17 ноября 2013 года он устроил драку с судьями на матче своей команды, за что получил годичное отстранение от любой связанной с футболом деятельности.
Помимо тренерской работы после завершения игровой карьеры Орель занимался бизнесом. Он владел фирмой, занимавшейся продажей вин, но из-за убыточности она была закрыта в 2007 году. Также Орель работал в инвестиционной компании Valjob.

## Достижения
- Чемпион Швейцарии: 1993/1994
- Серебряный призёр чемпионата Швейцарии: 1989/1990, 1999/2000
- Обладатель Кубка Швейцарии: 1997/1998, 1998/1999

- Лучший полузащитник чемпионата Швейцарии 1999/2000